# U-Bahnhof Baixa-Chiado

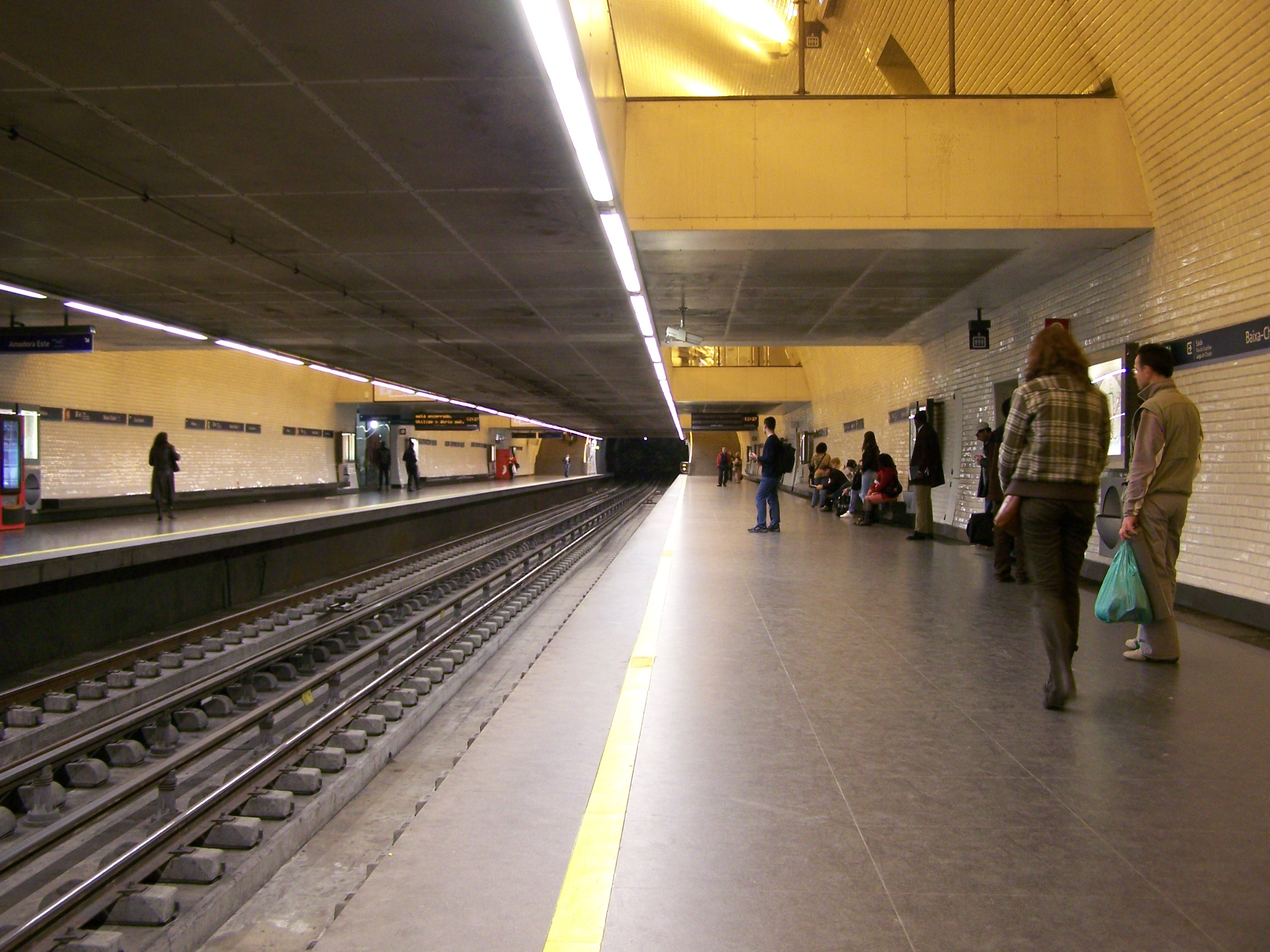
Bahnsteige des U-Bahnhofes

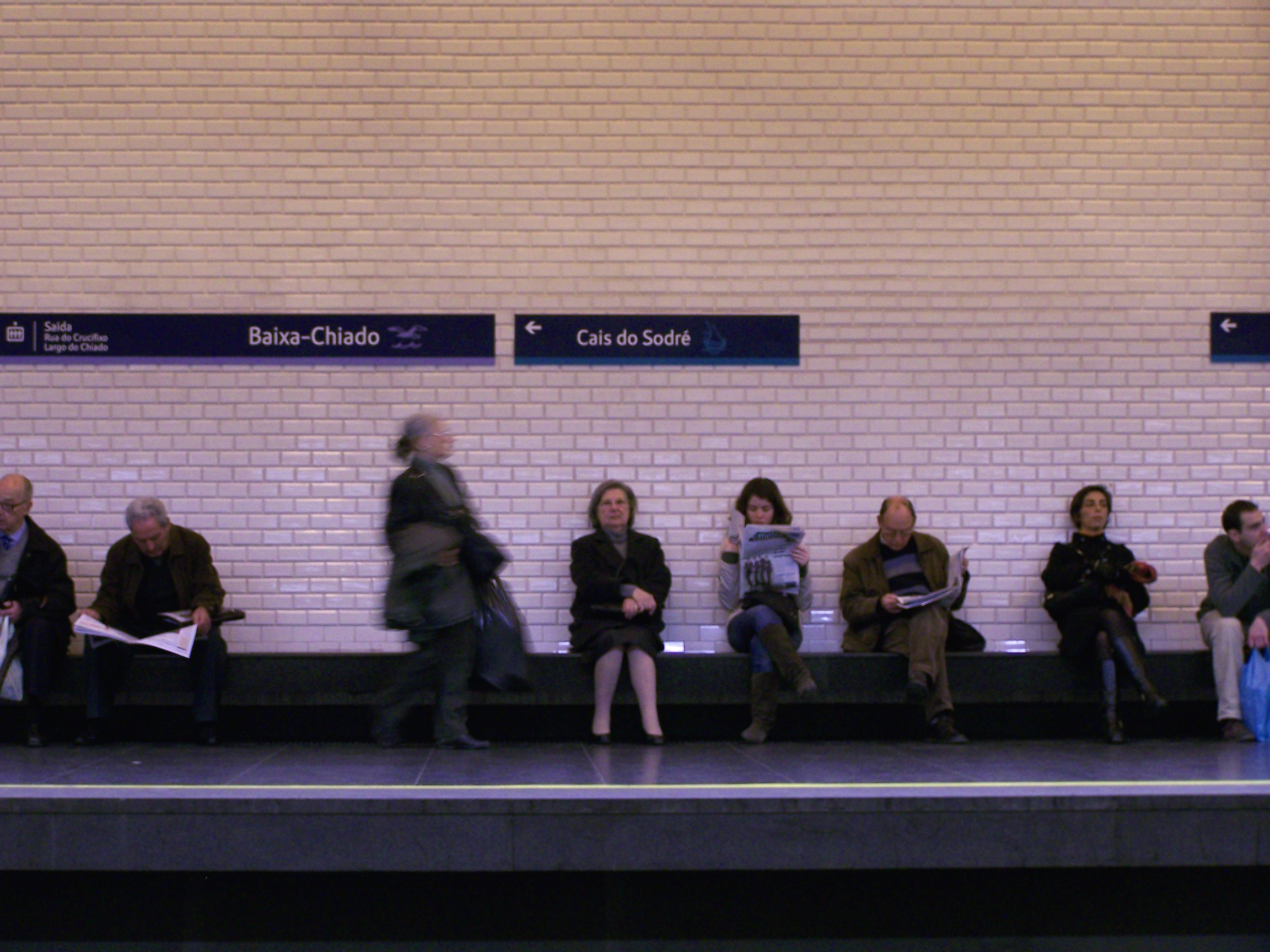
Wartende Fahrgäste

Baixa-Chiado ist ein U-Bahnhof der Linha Azul (blaue Linie) und der Linha Verde (grüne Linie) der Metro Lissabon, dem U-Bahn-Netz der portugiesischen Hauptstadt. Der Bahnhof befindet sich unter dem Largo do Chiado beziehungsweise der Rua do Crucifixo in der Stadtgemeinde Santa Maria Maior, der Doppelname des Bahnhofes weist darauf hin, dass er auf der Grenze zwischen den beiden inoffiziellen Stadtteilen Chiado und Baixa liegt. Die Nachbarstationen des Bahnhofes sind Restauradores, Terreiro do Paço, Cais do Sodré und Rossio. Der Bahnhof ging am 25. April 1998 für die Linha Verde und am 8. August für die Linha Azul in Betrieb, er schloss die Trennung der ursprünglichen einen Linie in zwei Linien (Linha Azul und Linha Verde) ab. Baixa-Chiado ist heute einer der wichtigsten U-Bahnhöfe des Lissabonner Metronetzes und besitzt als einer der wenigen im Metronetz Aufzüge.

## Geschichte
Die Fahrgastzahlen der Metro Lissabon stiegen über die Jahre auch bedingt durch zahlreiche Erweiterungen erheblich, sodass ein U-Bahn-Netz mit mehreren Verästelungen nicht sinnvoll war und weitere Kapazitäten nötig waren, um die künftigen Zuwächse aufnehmen zu können. Daher sollten aus dem vorhandenen Netz eines großen „U“ mit zwei Linienästen (in Richtung Sete Rios und Entre Campos) im Westen – nach dem verabschiedeten Plano de Expansão da Rede 1999 (Plan zur Erweiterung des Netzes bis 1999) – zukünftig drei Linien entstehen. Die beiden Linienästen in Richtung Sete Rios und Entre Campos wurden bereits 1995 getrennt und es entstand die gelbe Linie (Rotunda–Campo Grande) und die blaue Linie (Pontinha–Campo Grande, über Rossio). Um quasi die untere Rundung des „U“ aufzulösen, beschloss die Metropolitano de Lisboa die beiden Streckenteile (den Ast Pontinha–Restauradores und Campo Grande–Rossio) getrennt zum neuen Kreuzungsbahnhof im Chiado Baixa-Chiado zu verlängern. Im April 1998 wurde die Strecke von Campo Grande her deshalb über Baixa-Chiado zum großen Umsteigepunkt am Tejo Cais do Sodré verlängert – es entstand die grüne Linie. Der Bahnhof Baixa-Chiado wurde damit am 25. April 1998 zumindest teilweise eröffnet. Ursprünglich sollte auch der andere Streckenast (von Pontinha kommend) zügig ausgebaut werden, doch Wassereinbrüche verhinderten eine schnelle Verlängerung der Strecke bis zum Lissabonner Hauptbahnhof Santa Apolónia. Deshalb eröffnete die Metropolitano de Lisboa am 8. August 1998 zunächst den neuen Abschnitt Restauradores–Baixa-Chiado. Während die Züge der grünen Linien nach Cais do Sodré weiterfuhren, endeten hier die Züge der blauen Linie.
Für den neuen innerstädtischen Bahnhof konnte der aus Matosinhos stammende Álvaro Siza Vieira gewonnen werden, die künstlerische Ausgestaltung übernahm Ângelo de Sousa. Siza Vieira entwarf einen großen Bahnhof mit einem Mittelbahnsteig und zwei Seitenbahnsteigen, denn auch hier sollte das Prinzip der zwei Seitenbahnsteige der Metro Lissabon weiter verfolgt werden. Der Bahnhof, der 45 Meter unter der Oberfläche liegt, besitzt zwei große Bahnsteighallen (jeweils für die Züge der Linha Verde und der Linha Azul) in Nord-Süd-Richtung, ein großer Durchgang sowie mehrere kleinere Durchschläge in Ost-West-Richtung zwischen beiden Hallen ermöglichen den Umstieg zwischen beiden Linien, stellt aber auch die Verbindung zur Oberfläche dar. Ângelo de Sousa hielt sich bei der Gestaltung des Bahnhofes sehr zurück, vor allem die kleinen, weißen Riemchen dominieren den Bahnhof – so ähnelt der Bahnhof stark den typischen Stationen der Pariser Métro. Lediglich an den Ausgängen ließ er geometrische Formen anbringen, die entfernt an die Kunst des Islam erinnern sollen.
Seit Dezember 2007 ist Baixa-Chiado kein Endpunkt mehr für die die blaue Linie. Nach über zehn Jahren Bauzeit konnte die Betreibergesellschaft die Verlängerung über Terreiro do Paço nach Santa Apolónia in Betrieb nehmen. Dennoch besitzt der Bahnhof bis heute noch Kehranlagen zum flexiblen Einsatz der Züge.
Im Rahmen einer vierjährigen Kooperation zwischen der Betreibergesellschaft Metropolitano de Lisboa, EPE und der Portugal Telecom wurde der Bahnhof im September 2011 in „Baixa-Chiado PT Bluestation“ umbenannt. Dies ging mit einer kompletten Umbeschriftung aller Bahnhofsschilder als auch mit der Installation blauen Lichtes einher. Des Weiteren gibt es seitdem kostenloses Internet sowie eine Art Bahnhofsfernsehen in der U-Bahn-Station. Das Stadtparlament der portugiesischen Hauptstadt kritisierte das Vorgehen scharf. Finanzielle Angaben bezüglich des Vertrages wurden nicht bekannt.

## Verlauf
Am U-Bahnhof bestehen Umsteigemöglichkeiten zu den Bus- und Straßenbahnlinien der Carris.
| Linie | Verlauf |
| ----- | --- |
|       | Reboleira – Amadora Este – Alfornelos – Pontinha – Carnide – Colégio Militar/Luz – Alto dos Moinhos – Laranjeiras – Jardim Zoológico – Praça de Espanha – São Sebastião – Parque – Marquês de Pombal – Avenida – Restauradores – Baixa-Chiado – Terreiro do Paço – Santa Apolónia |
|       | Telheiras – Campo Grande – Alvalade – Roma – Areeiro – Alameda – Arroios – Anjos – Intendente – Martim Moniz – Rossio – Baixa-Chiado – Cais do Sodré |

## Einzelnachweise

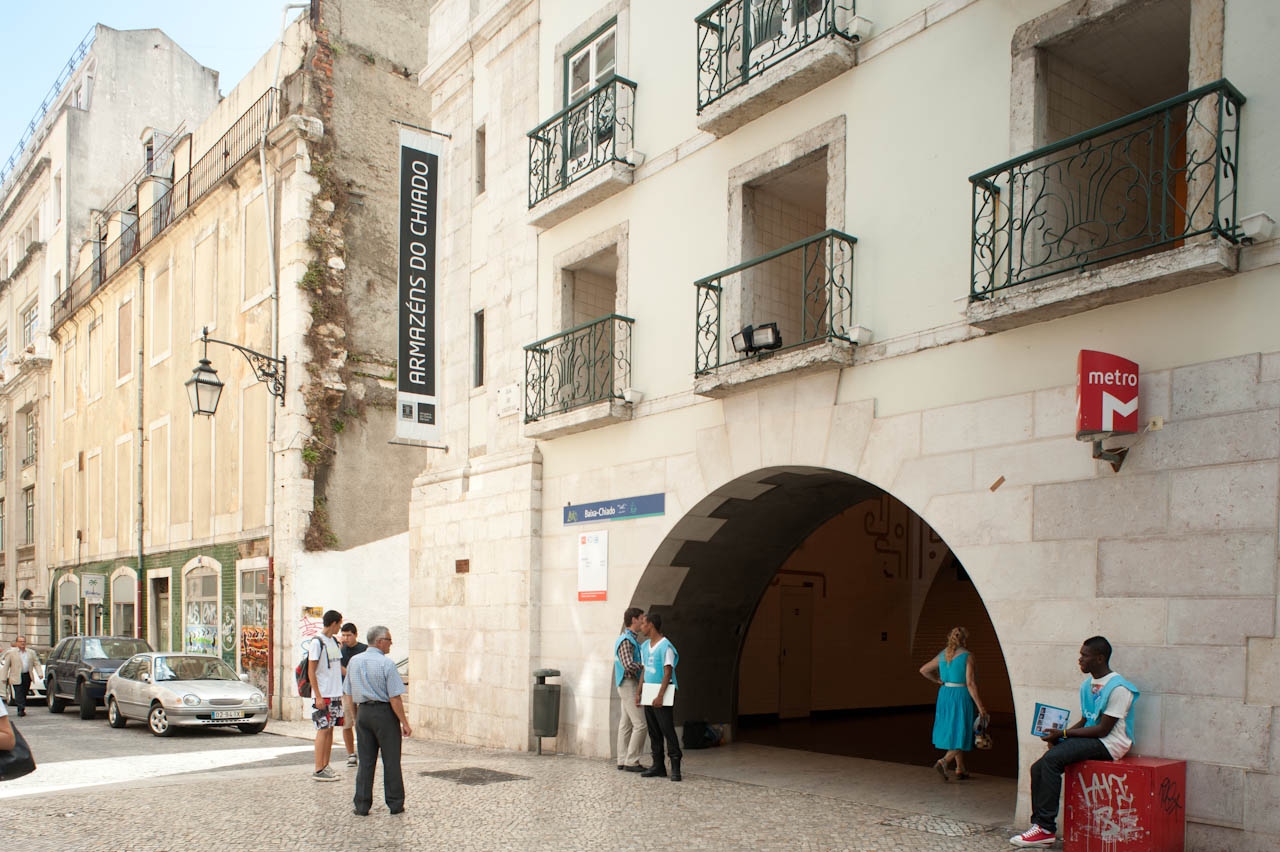
Eingang zum U-Bahnhof auf der Seite der Baixa